# Hordville
Hordville és una població dels Estats Units a l'estat de Nebraska. Segons el cens del 2000 tenia 150 habitants.

## Demografia
Segons el cens del 2000, Hordville tenia 150 habitants, 58 habitatges, i 48 famílies. La densitat de població era de 222,8 habitants per km².
Dels 58 habitatges en un 41,4% hi vivien nens de menys de 18 anys, en un 67,2% hi vivien parelles casades, en un 6,9% dones solteres, i en un 17,2% no eren unitats familiars. En el 15,5% dels habitatges hi vivien persones soles l'1,7% de les quals corresponia a persones de 65 anys o més que vivien soles. El nombre mitjà de persones vivint en cada habitatge era de 2,59 i el nombre mitjà de persones que vivien en cada família era de 2,88.
Per edats la població es repartia de la següent manera: un 28% tenia menys de 18 anys, un 4% entre 18 i 24, un 29,3% entre 25 i 44, un 26% de 45 a 60 i un 12,7% 65 anys o més.
L'edat mediana era de 39 anys. Per cada 100 dones de 18 o més anys hi havia 129,8 homes.
La renda mediana per habitatge era de 31.000 $ i la renda mediana per família de 40.000 $. Els homes tenien una renda mediana de 26.250 $ mentre que les dones 17.250 $. La renda per capita de la població era de 14.390 $. Aproximadament el 10,9% de les famílies i l'11,2% de la població estaven per davall del llindar de pobresa.

## Poblacions més properes
El següent diagrama mostra les poblacions més properes.